# دانکین برندس
دانکین برندس (انگلیسی: Dunkin' Brands) شرکت رستوران‌های زنجیره‌ای آمریکایی است، که در سال ۱۹۹۴ تأسیس شد.